# L'armata invincibile
L'armata invincibile è un romanzo storico di Simon Scarrow ambientato nel 54 d.C., pubblicato in Italia nel marzo del 2018 dalla casa editrice Newton Compton.
È il quindicesimo romanzo della Eagles of the Empire Series con protagonisti Macrone e Catone.

## Trama

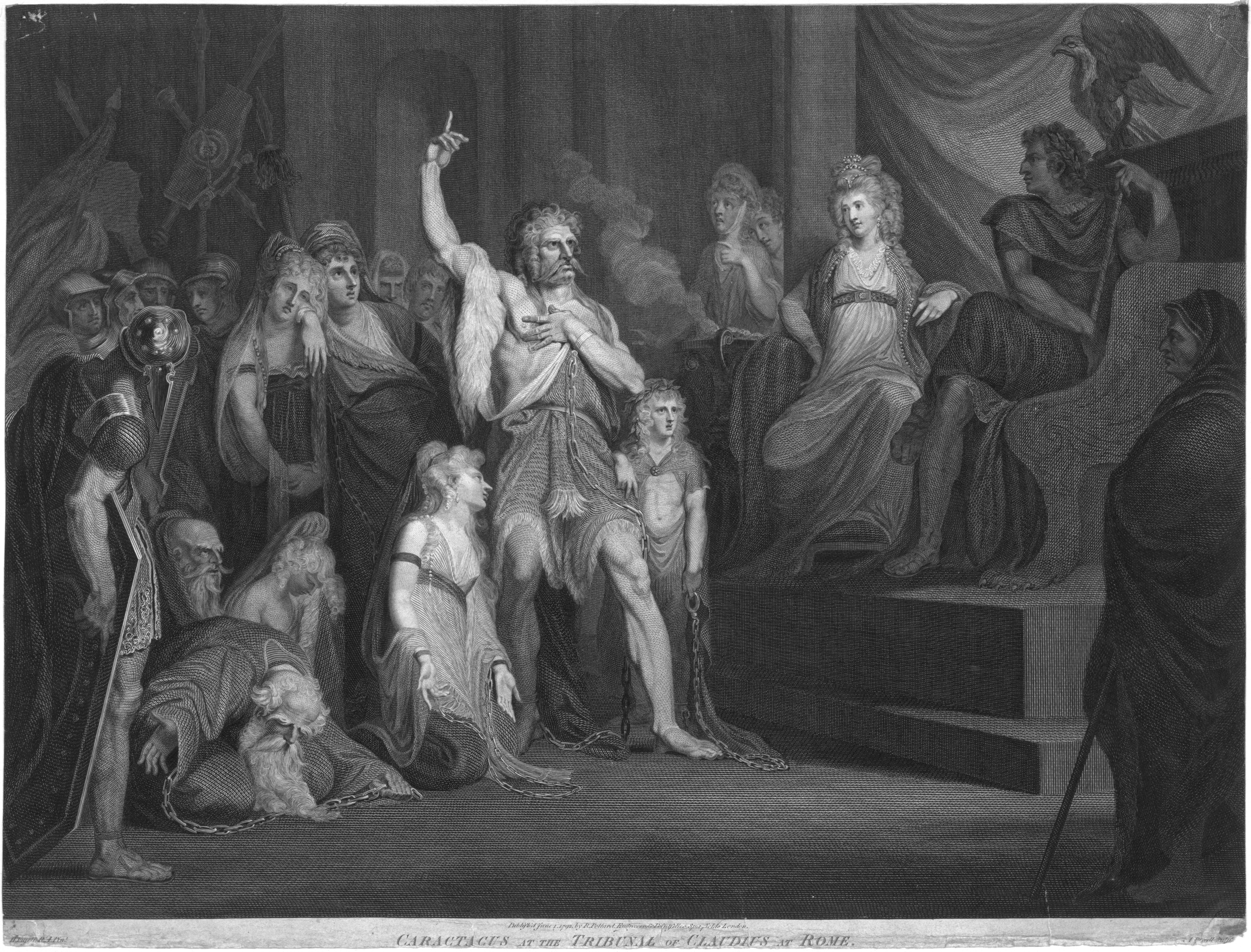
Carataco invoca la grazia per sé e la sua famiglia all'imperatore Claudio, su consiglio di Catone.

Località principali e strade romane presenti in Hispania al tempo della missione di Catone e Macrone.

È il 54 d.C., quattordicesimo anno del regno dell'Imperatore Claudio, e mentre in Spagna il capo ribelle Iskerbeles si mette a capo di una rivolta, Macrone e Catone sbarcano ad Ostia al termine del viaggio che, attraverso la Gallia Comata e la Gallia Narbonense e poi in nave dal porto di Massilia, li ha fatti rientrare dalla Britannia.
Dopo una sosta ad Ostia presso la taverna di Lucio Scabaro, i due si incamminano per Roma, accedendovi dalla porta Raudusculana, dove sono imminenti i festeggiamenti, indetti da Claudio, per celebrare la cattura, oltre che l'esecuzione in pubblico, del capo rivoltoso britannico Carataco, già da alcuni mesi prigioniero nel Carcere Mamertino. A Roma Macrone e Catone vengono convocati dall'imperatore per raccontare il loro ruolo nella cattura di Carataco e fare rapporto sulla disastrosa campagna organizzata dal Legato Quintato. I due fanno un resoconto generico per evitare di scendere nei particolari, il che avrebbe comportato spiegare che Carataco una volta catturato riuscì a fuggire per essere poi ricatturato solamente presso i Briganti, e ricevono l'encomio da parte dell'imperatore, che oltre ad elogiarli come eroi di guerra gli comunica che durante il corteo, quale grande prestigio, guideranno la guardia d'onore.
Il giorno prima della cerimonia Catone si reca al carcere Mamertino per fare visita a Carataco e, durante un breve colloquio, gli consiglia di rivolgersi all'imperatore nella maniera più ossequiosa possibile chiedendogli la grazia, dato che Claudio la potrebbe concedere visto il suo rango ed il suo valore in battaglia. Carataco segue il consiglio di Catone e viene graziato dall'imperatore.
Nel mentre, Catone scopre che sua moglie Giulia, deceduta in circostanze misteriose mentre lui era ancora in Britannia, aveva un amante, tale Aulo Valerio Cristo, a cui la donna aveva donato una villa e molto denaro, riducendo così Catone e loro figlio sul lastrico. Inoltre l'usuraio Marco Torzio Tauro si presenta a Catone e gli concede tre giorni per la restituzione di un ingente prestito, che aveva richiesto Giulia a suo nome, altrimenti chiederà in cambio la villa dove ora alloggia Catone. 
Durante i festeggiamenti, Catone e Macrone vengono informati che verranno assegnati alle truppe inviate a sedare la rivolta in Spagna, scoprendo con amarezza di essere agli ordini dell’odiato Vitellio, di avere fra i propri uomini l’infido Pulcro e che Aulo Cristo sarà alle dirette dipendenze di Catone quale Tribuno. Catone, prima di partire per la nuova destinazione, affida il figlio Lucio alle cure del senatore Sempronio, il padre di Giulia, e per saldare i debiti e lasciare la casa libera per consegnarla all'usuraio, ordina al servitore Amatado di vendere all'asta tutti i beni presenti nella villa, compresa la lancia d'argento con il manico d'oro, ricevuta in premio dall'imperatore per la cattura di Carataco.
Sbarcati a Tarraco, capitale della provincia Tarragonese, Vitellio ed i suoi ufficiali incontrano il governatore Publio Ballino per farsi ragguagliare sullo stato della rivolta. Questi, assieme a Gaio Gleco della corporazione dei mercanti e Gaio Getello Cimbro magistrato urbano di Lancia, ritengono urgente l'intervento contro i ribelli, anche per scongiurare che questi possano impadronirsi delle miniere d'argento, in quanto la città di Asturica Augusta è già caduta in mano ai ribelli e Lancia è sotto assedio. 
Per non perdere tempo, non essendo ancora arrivato da Roma tutto il contingente, Vitellio ordina a Catone di mettersi al comando della Seconda coorte pretoriana e con essa e il magistrato Gaio Getello Cimbro come guida di raggiungere, occupare e difendere la principale miniera d'argento nella quale è custodita tutta l'estrazione dell'ultimo anno. Catone e la sua coorte, dopo quindici giorni di marcia, superano la colonia militare di Caesaraugusta ed arrivano nel territorio dei Celtiberi, dove incontrano il mercante di schiavi Mico Escleo che li informa che i ribelli, dopo aver saccheggiato Asturica Augusta e Lancia, si sono spinti fino a Pallantia e hanno ingrossato le loro file raccogliendo proseliti tra le tribù dei Vaccei e degli Arenaci. 
Dopo aver incontrato e sbaragliato alcuni gruppi di ribelli, ed essersi approvvigionati presso il villaggio di Antium Barca, grazie alla collaborazione del magistrato locale Gaio Ettio Gordone, dopo venti giorni dalla partenza da Tarraco, Catone e Macrone giungono nei pressi della miniera per scoprire che è già in mano ai ribelli. Con un'abile tattica, Catone ed i suoi soldati riescono a sopraffare i ribelli che presidiano la miniera, scoprendo che tutta la guarnigione romana ed i civili sono stati massacrati: gli unici superstiti sono il Procuratore Gaio Nepone (tenuto in vita come ostaggio) e tre delle sue guardie del corpo; egli rivela di aver nascosto le casse d'argento all'interno di uno dei tunnel della miniera che ha poi fatto crollare. La mattina dopo, però, egli viene trovato morto strangolato.
Catone ordina la costruzione di due muri difensivi atti a contenere l’attacco, imminente, dei ribelli fino all'arrivo di Vitellio con il grosso dell’esercito. Dopo giorni di assedio, la morte di molti uomini, il ferimento ad un occhio di Catone e la caduta del primo muro, i ribelli attaccano l’ultima difesa con delle macchine d’assedio.
Quando ormai i ribelli sono riusciti a varcare le difese in più punti, Catone ha un'idea radicale e, portando con sé alcuni uomini, sfruttando delle enormi vasche d’acqua utilizzate per l’estrazione dell’argento che si trovano a monte della miniera, le fa aprire, causando un'enorme cascata d’acqua e roccia che travolge tutti i ribelli portandoli a valle e facendone strage.
Catone scopre che lo smottamento ha disseppellito le casse citate dal Procuratore ma, al momento di aprirne una, scopre che essa contiene solo sassi. A quel punto il Prefetto viene attaccato alle spalle da Pulcro, che rivela di essere stato incaricato di assassinare il Procuratore, Catone e Macrone, e di aver scoperto che l’argento era già stato inviato a Roma. Fortunatamente per Catone, il sopraggiunto Macrone uccide Pulcro pugnalandolo alle spalle. Poco dopo giunge sul luogo Vitellio, il quale prende atto della mirabile vittoria prendendosene il merito.
Durante il viaggio di ritorno, ad Ostia, Catone e Macrone vengono a sapere che frattanto Claudio è morto, che Narciso si è suicidato, e che Nerone è divenuto il nuovo Imperatore appoggiato dalla Guardia Pretoriana, quest'ultima comprata al prezzo di 20 milioni di sesterzi (il valore dell'argento giunto a Roma).

## Personaggi
- Macrone: Centurione dell'esercito romano.
- Catone: Prefetto dell'esercito romano.
- Imperatore Claudio: Imperatore Romano al quattordicesimo anno di regno.
- Agrippina: Quarta moglie di Claudio.
- Nerone: Figlio di Agrippina e pronipote di Claudio.
- Britannico: Figlio di Claudio e della terza moglie Messalina.
- Narciso: Liberto dell'imperatore Claudio, sostenitore di Britannico.
- Pallante: Liberto dell'imperatore Claudio, amante di Agrippina e sostenitore di Nerone.
- Aulo Vitellio: Legato dell'esercito romano, sostenitore di Nerone.
- Lucio Anneo Seneca: Senatore, ricco proprietario terriero.
- Carataco: Ex re dei Catuvellauni, prigioniero nel Carcere Mamertino.
- Giulia: Moglie di Catone. Deceduta prima del rientro del marito.
- Lucio Licinio: Figlio di Catone e della defunta Giulia.
- Sempronio: Senatore, padre di Giulia.
- Licinia Petronilla: Balia di Lucio.
- Amatapo: Domestico della casa di Giulia.
- Lucio Scabaro: Locandiere di Ostia.
- Gaio Gannico: Optio della guardia pretoriana.
- Marco Torzio Tauro: Usuraio.
- Polidoro: Cerimoniere del palazzo reale di Claudio.

- Iskerbeles: Capo ribelle.
- Calleco: Ribelle.
- Tito Pelonio Aufidio: Magistrato urbano di Asturica Augusta.
- Publio Ballino: Governatore della Spagna Tarragonese.
- Gaio Getello Cimbro: Magistrato urbano di Lancia.
- Aulo Valerio Cristo: Tribuno della Seconda coorte pretoriana. Presunto amante di Giulia.
- Arrio Voreno Secondo: Centurione della Seconda centuria della Seconda coorte pretoriana.
- Marco Orazio Musa: Centurione della Terza centuria della Seconda coorte pretoriana.
- Giunio Petillio: Centurione della Quarta centuria della Seconda coorte pretoriana.
- Publio Placino: Centurione della Quinta centuria della Seconda coorte pretoriana.
- Gaio Metrico Porcino: Centurione della Sesta centuria della Seconda coorte pretoriana.
- Gneo Lucullo Pulcro: Centurione della Seconda coorte pretoriana, responsabile delle salmerie.
- Metello: Optio della Prima centuria della Seconda coorte pretoriana, vice di Pulcro.
- Sentiaco: Optio della Seconda coorte pretoriana, vice di Petillio.
- Gaio Nepone: Procuratore, responsabile della gestione della miniera.
- Pasterico: Optio della Terza coorte gallica, comandante della guarnigione della miniera.
- Colleno: Optio della Quarta coorte pretoriana.
- Gaio Gleco: Capo della corporazione dei mercanti di olive.
- Mico Escleo: Mercante di schiavi, di Sportimus.
- Gaio Ettio Gordone: Giudice anziano di Antium Barca.

## Ambientazione
| Anno    | Età Macrone | Età Catone | Ambientazione          |
| ------- | ----------- | ---------- | ---------------------- |
| 54 d.C. | 46 anni     | 29 anni    | RomaSpagna Tarragonese |

## Edizioni
- Simon Scarrow, L'armata invincibile, traduzione di Rosa Prencipe, collana Nuova Narrativa Newton, Newton Compton, 1 marzo 2018,  p. 383, ISBN 978-88-227-1450-3.
- Simon Scarrow, L'armata invincibile, traduzione di Rosa Prencipe, collana Gli Insuperabili Gold, Newton Compton, 19 settembre 2019,  p. 383, ISBN 978-88-227-2822-7.
- Simon Scarrow, L'armata invincibile, traduzione di Rosa Prencipe, collana King, Newton Compton, 30 luglio 2020,  p. 384, ISBN 978-88-227-4553-8.

## Analisi
L'armata invincibile è il primo romanzo, della serie Eagles of the Empire, che vede Macrone e Catone in Spagna.
È il terzo romanzo della serie Eagles of the Empire ambientato a Roma, gli altri due sono La profezia dell'aquila e Il pretoriano.
Compare per la seconda volta Gneo Lucullo Pulcro, Macrone e Catone lo avevano già incontrato nel primo romanzo Sotto l'aquila di Roma.